# Barbara Taylor Bradford
Barbara Taylor Bradford, OBE (* 10. Mai 1933 in Leeds, West Yorkshire, England, Vereinigtes Königreich; † 24. November 2024 in New York City, Vereinigte Staaten) war eine britische Romanautorin.

## Leben
Nach dem Schulbesuch arbeitete Bradford zuerst im Schreibbüro der Yorkshire Evening Post, bevor sie sich dem Journalismus zuwandte. Im Alter von 20 Jahren war sie Mode-Berichterstatterin der Zeitschrift Woman’s Own Magazine und in der Redaktion sowie zuständig für die Fleet-Street-Berichterstattung bei der Abendzeitung London Evening News.
Bradfords erster Roman, A Woman of Substance, erschien 1979. Der Erfolg dieses Buches war enorm. Es folgten bis 2011 weitere 26 Romane sowie Kinderbücher und Ratgeber für Haus, Familienleben und religiöse Fragen, die sämtlich großen Erfolg hatten. Einige der Bücher wurden in Fernsehserien verwandt.
Bradford war seit 1963 mit dem Fernsehproduzenten Robert Bradford (1925–2019) verheiratet. Sie lebte in New York. Ihr Abbild wurde 1999 auf Briefmarken der Karibikstaaten St. Vincent und Grenada und 2003 auf einer Marke der Isle of Man als Motiv verwandt. Anlässlich ihres Geburtstages im Jahre 2007 wurde sie von der britischen Königin Elisabeth II. mit dem OBE ausgezeichnet.
2009 schätzte die Sunday Times Bradfords Vermögen auf ungefähr 166 Millionen £-Sterling.

## Werke und Übersetzungen (Auswahl)
- A Woman of Substance. 1979.
- Bewahrt den Traum. Roman. Wunderlich Verlag.
- Und greifen nach den Sternen. Roman. Rowohlt.
- Wer Liebe sät. Roman. Wunderlich Verlag.

1984 lief in Deutschland die Fernsehminiserie Des Lebens bittere Süße, die auf dem Erstlingsroman der Autorin basiert.